# Mitostoma atticum
Espèce
Synonymes
- Nemastoma atticum Roewer, 1928

Mitostoma atticum est une espèce d'opilions dyspnois de la famille des Nemastomatidae.

## Distribution
Cette espèce est endémique d'Attique en Grèce. Elle se rencontre sur le Pentélique.

## Description
La femelle holotype mesure 3,5 mm.

## Systématique et taxinomie
Cette espèce a été décrite sous le protonyme Nemastoma atticum par Roewer en 1928. Elle est placée dans le genre Mitostoma par Roewer en 1951.

## Étymologie
Son nom d'espèce lui a été donné en référence au lieu de sa découverte, l'Attique.

## Publication originale
- Roewer, 1928 : « Zoologische Streifzüge in Attika, Morea und besonders auf der Insel Kreta. I. V. Scorpiones, Opiliones und Solifugae. » Abhandlungen der Naturwissenschaftlichen Verein zu Bremen, vol. 26, no 3, p. 425–460.